# Trichomycterus plumbeus
Trichomycterus plumbeus är en fiskart som beskrevs av Wolmar B. Wosiacki och Julio C. Garavello 2004. Trichomycterus plumbeus ingår i släktet Trichomycterus och familjen Trichomycteridae. Inga underarter finns listade i Catalogue of Life.